# 14966 Jurijvega
14966 Jurijvega è un asteroide della fascia principale. Scoperto nel 1997, presenta un'orbita caratterizzata da un semiasse maggiore pari a 2,2947330 UA e da un'eccentricità di 0,2110496, inclinata di 8,82486° rispetto all'eclittica.
L'asteroide è dedicato al matematico sloveno Jurij Vega (1754-1802).